# Energy Standard
Energy Standard è una delle squadre fondatrici della International Swimming League . La squadra ha sede a Parigi, in Francia, e si allena presso la Gloria Sports Arena di Belek, in Turchia .
La squadra ha vinto tutti i match della prima stagione dell'ISL, a partire dalla prima partita a Indianapolis, negli Stati Uniti, poi a Napoli, in Italia e nel Derby europeo di Londra, in Regno Unito. Hanno inoltrevinto il titolo inaugurale del campionato nella finale di Las Vegas, USA.

## Capi allenatori
James Gibson (nuotatore) (2019-2021)

## Stagione 2019 dell'International Swimming League

### Squadra
Le squadre ISL avevano un elenco massimo di 32 atleti per la stagione 2019, con una dimensione suggerita di ogni club di 28 (14 uomini e 14 donne). Ogni club aveva un capitano e un vice-capitano di genere diverso. Energy Standard aveva la squadra culturalmente più diversificata del campionato con atleti provenienti da 14 paesi diversi.
| Energy Standard    | Energy Standard               |
| Uomini             | Donne                         |
| ------------------ | ----------------------------- |
| Simonas Bilis      | Charlotte Bonnet              |
| Anton Chupkov      | Imogen Clark                  |
| Ivan Girev         | Georgia Davies                |
| Kliment Kolesnikov | Viktoriya Zeynep Güneş        |
| Chad le Clos (C)   | Mary-Sophie Harvey            |
| Max Litchfield     | Femke Heemskerk               |
| Florent Manaudou   | Fantine Lesaffre              |
| Ben Proud          | Penny Oleksiak                |
| Mychajlo Romančuk  | Kayla Sanchez                 |
| Evgenij Rylov      | Emily Seebohm                 |
| Daiya Seto         | Anastasija Škurdaj            |
| Sergey Shevtsov    | Sarah Sjöström (vice-captain) |
| Il'ja Šymanovič    | Kierra Smith                  |
| Maxim Stupin       | Rebecca Smith                 |
| Kregor Zirk        | Jocelyn Ulyett                |
|                    | Siobhán Haughey               |
|                    | Kayla van der Merwe           |

### Risultati
Nella stagione ISL 2019, Energy Standard ha mantenuto un record imbattuto di 4-0. Il vicecapitano della squadra, Sarah Sjöström, è stata nominata MVP della stagione dopo aver accumulato 243,5 punti.
| Date              | Posizione         | Luogo                          | Punteggi di Squadra                                                         | Risultati         | MVP                                          |
| Stagione regolare | Stagione regolare | Stagione regolare              | Stagione regolare                                                           | Stagione regolare | Stagione regolare                            |
| ----------------- | ----------------- | ------------------------------ | --------------------------------------------------------------------------- | ----------------- | -------------------------------------------- |
| 5–6 ottobre       | Indianapolis      | Indiana University Natatorium  | Energy Standard 539 Cali Condors 457 DC Trident 330.5 Aqua Centurions 300.5 | [ 5 ] [ 6 ]       | Sarah Sjöström ( Energy Standard) 55.5 punti |
| 12-13 ottobre     | Napoli            | Piscina Felice Scandone        | Energy Standard 493 Cali Condors 490.5 DC Trident 322 Aqua Centurions 321.5 | [ 7 ] [ 8 ]       | Caeleb Dressel ( Cali Condors ) 57.5 punti   |
| 23–24 novembre    | Londra            | London Aquatics Centre         | Energy Standard 467.5 London Roar 458.5 Aqua Centurions 369.5 Iron 335.5    | [ 9 ] [ 10 ]      | Chad Le Clos (Energy Standard) 44.5 punti    |
| Finale            |                   |                                |                                                                             |                   |                                              |
| 20–21 dicembre    | Las Vegas         | Mandalay Bay Resort and Casino | Energy Standard 453.5 London Roar 444 Cali Condors 415.5 LA Current 318     | [ 11 ] [ 12 ]     | Caeleb Dressel ( Cali Condors) 121 punti     |

## Stagione 2020 dell'International Swimming League
Durante l'inverno del 2020 Energy Standard ha annunciato vari firmatari del proprio elenco per la seconda stagione ISL pianificata, tra cui Felipe Lima, Pernille Blume, Siobhan Haughey  e Zsuzsanna Jakabos .

### Squadra
| Energy Standard    | Energy Standard        |
| Uomini             | Donne                  |
| ------------------ | ---------------------- |
| Simonas Bilis      | Madeline Banic         |
| Matt Grevers       | Pernille Blume         |
| Kliment Kolesnikov | Imogen Clark           |
| Chad le Clos (C)   | Georgia Davies         |
| Felipe Lima        | Viktoriya Zeynep Güneş |
| Max Litchfield     | Mary-Sophie Harvey     |
| Florent Manaudou   | Siobhán Haughey        |
| Ben Proud          | Femke Heemskerk        |
| Danas Rapsys       | Lucy Hope              |
| Evgenij Rylov      | Zsuzsanna Jakabos      |
| Sergey Shevtsov    | Breeja Larson          |
| Il'ja Šymanovič    | Benedetta Pilato       |
| Andrius Šidlauskas | Emily Seebohm          |
| Maxim Stupin       | Anastasija Škurdaj     |
| Andrei Zhilkin     | Sarah Sjöström (C)     |
| Kregor Zirk        | Tamara van Vliet       |